# Грінвуд (Делавер)
Грінвуд (англ. Greenwood) — місто (англ. town) в окрузі Сассекс штату Делавер США. Населення — 990 осіб (2020).

## Географія
Грінвуд розташований за координатами 38°48′25″ пн. ш. 75°35′26″ зх. д. / 38.80694° пн. ш. 75.59056° зх. д. (38.806845, -75.590667).  За даними Бюро перепису населення США в 2010 році місто мало площу 1,87 км², уся площа — суходіл.

## Демографія
Згідно з переписом 2010 року, у місті мешкали 973 особи в 399 домогосподарствах у складі 242 родин. Густота населення становила 519 осіб/км².  Було 457 помешкань (244/км²).
Расовий склад населення:
| - 70,9 % — білих - 20,5 % — чорних або афроамериканців - 0,6 % — азіатів - 4,9 % — осіб інших рас |

До двох чи більше рас належало 3,1 %. Частка іспаномовних становила 8,0 % від усіх жителів.
За віковим діапазоном населення розподілялося таким чином: 24,6 % — особи молодші 18 років, 63,7 % — особи у віці 18—64 років, 11,7 % — особи у віці 65 років та старші. Медіана віку мешканця становила 35,1 року. На 100 осіб жіночої статі у місті припадало 94,6 чоловіків;  на 100 жінок у віці від 18 років та старших — 90,2 чоловіків також старших 18 років.
Середній дохід на одне домашнє господарство  становив 58 805 доларів США (медіана — 44 531), а середній дохід на одну сім'ю — 68 212 долари (медіана — 57 702). За межею бідності перебувало 9,8 % осіб, у тому числі 13,7 % дітей у віці до 18 років та 19,3 % осіб у віці 65 років та старших.
Цивільне працевлаштоване населення становило 536 осіб. Основні галузі зайнятості: освіта, охорона здоров'я та соціальна допомога — 24,4 %, виробництво — 19,2 %, транспорт — 13,8 %.